# Jorge Gómez de Parada

Jorge Parada im Trikot des Reforma AC, mit dem er in der Saison 1908/09 die Meisterschaft gewann

Jorge Gómez de Parada Buch (* 1885 in Mexiko; † Januar 1965 ebenda) gilt als der erste mexikanische Fußballspieler der Geschichte.

## Biografie
Jorge Gómez de Parada Buch stammt aus einer alten mexikanischen Familie. Während seines Architektur-Studiums in England kam er mit dem Fußball in Berührung. Als er wieder in Mexiko war, heuerte er beim Reforma AC an, mit dem er in der Saison 1908/09 Meister und Pokalsieger wurde. In derselben Saison wurde Gómez de Parada mit einer Erfolgsquote von 75 Prozent auch Torschützenkönig der Primera Fuerza.
1911 wurde er Eigentümer einer ehemaligen Hazienda in Tacubaya, damals ein erlesener ländlicher Vorort von Mexiko-Stadt. Das zugehörige Landhaus, in dem sich heute die Russische Botschaft befindet, ließ der gelernte Architekt zu einem prachtvollen Palast umbauen. Auf dem hinter dem Herrenhaus liegenden Grund ließ er einen Fußballplatz und ein Schwimmbad errichten. Das Gelände diente dem von ihm mit gegründeten CF México San Pedro de los Pinos als Trainingsplatz. Der CF México wurde 1912 in die Primera Fuerza aufgenommen und war der erste mexikanische Repräsentant einer ansonsten von ausländischen – vorwiegend britischen – Mannschaften bestimmten Liga. Dieser Verein gewann, mit einer Reihe von englischen Spielern in seinen Reihen (!), auf Anhieb die Meisterschaft der Saison 1912/13 und Gómez de Parada trug mit seinen fünf Treffern, durch die er gleichzeitig Torschützenkönig dieser Runde wurde, einen wichtigen Anteil dazu bei.
1920 beendete er seine aktive Laufbahn und wurde Sportpromoter. Von 1924 bis 1927 war er Mitglied des Internationalen Olympischen Komitees.
Später reiste er gelegentlich nach Europa, wo er an einigen Polo-Turnieren teilnahm und unter anderem gegen den spanischen König Alfonso XIII antrat.

## Erfolge
- Mexikanischer Fußballmeister: 1909, 1913
- Mexikanischer Pokalsieger: 1909
- Torschützenkönig von Mexiko: 1909, 1913